# Glenea flavovertex
Glenea flavovertex är en skalbaggsart som beskrevs av Heller 1914. Glenea flavovertex ingår i släktet Glenea och familjen långhorningar. Inga underarter finns listade i Catalogue of Life.